# Rajon Perewalsk
Der Rajon Perewalsk (ukrainisch Перевальський район/Perewalskyj rajon; russisch Перевальский район/Perewalski rajon) ist eine 1965 gegründete Verwaltungseinheit innerhalb der Oblast Luhansk im Osten der Ukraine.

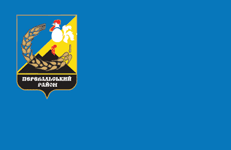
Flagge des Rajons

Der Rajon hat eine Fläche von 723 km² und eine Bevölkerung von etwa 64.000 Einwohnern, der Verwaltungssitz befindet sich in der namensgebenden Stadt Perewalsk.
Ein Vorgänger des Rajons bestand schon seit 1939 unter dem Namen Rajon Woroschylowsk bzw. ab 1961 Rajon Komunarsk. Der heutige Rajon wurde am 4. Januar 1965 begründet (zunächst unter dem Namen Rajon Komunarsk), im Dezember 1968 wurde der nördliche Teil als Rajon Slowjanoserbsk abgetrennt und der südliche Teil zum heutigen Rajon Perewalsk. Er ist seit 2014 teilweise durch die Volksrepublik Lugansk besetzt und steht somit nicht direkt unter ukrainischer Kontrolle. Am 4. Oktober 2014 wurde die Siedlungsratsgemeinde Tschornuchyne (mit den Orten Tschornuchyne, Kruhlyk/Круглик und Mius/Міус) aus dem Rajon ausgegliedert und dem Rajon Popasna zugeschlagen.

## Geographie
Der Rajon liegt im Süden der Oblast Luhansk im Osten des Donezbeckens, durch ihn verläuft ein Teil der Donezplatte, er grenzt im Nordwesten an den Rajon Popasna, im Nordosten an den Rajon Slowjanoserbsk, im Osten an den Rajon Lutuhyne, im Südosten an den Rajon Antrazyt sowie im Süden und Westen an die Oblast Donezk (mit dem Rajon Schachtarsk und Bachmut).
Durch den Rajon fließen die Flüsse Bila (Біла) und Losowa (Лозова), dabei ergeben sich Höhenlagen zwischen 200 und 340 Höhenmetern.

## Administrative Gliederung
Auf kommunaler Ebene ist der Rajon in 3 Stadtratsgemeinden, 8 Siedlungsratsgemeinden und 4 Landratsgemeinden unterteilt, denen jeweils einzelne Ortschaften untergeordnet sind.
Zum Verwaltungsgebiet gehören:
- 3 Städte
- 9 Siedlungen städtischen Typs
- 16 Dörfer
- 7 Ansiedlungen

### Stadt
| Stadt                                     | Stadt               | Stadt                  |
| Name                                      | Name                | Name                   |
| ukrainisch transkribiert                  | ukrainisch          | russisch               |
| ----------------------------------------- | ------------------- | ---------------------- |
| Artemiwsk (offiziell seit 2016 Kyputsche) | Артемівськ (Кипуче) | Артёмовск (Artjomowsk) |
| Perewalsk                                 | Перевальськ         | Перевальск             |
| Sorynsk                                   | Зоринськ            | Зоринск (Sorinsk)      |

### Siedlungen städtischen Typs
| Siedlungen städtischen Typs | Siedlungen städtischen Typs | Siedlungen städtischen Typs |
| Name                        | Name                        | Name                        |
| ukrainisch transkribiert    | ukrainisch                  | russisch                    |
| --------------------------- | --------------------------- | --------------------------- |
| Bajratschky                 | Байрачки                    | Байрачки (Bairatschki)      |
| Buhajiwka                   | Бугаївка                    | Бугаевка (Bugajewka)        |
| Faschtschiwka               | Фащівка                     | Фащевка (Faschtschewka)     |
| Horodyschtsche              | Городище                    | Городище (Gorodischtsche)   |
| Jaschtschykowe              | Ящикове                     | Ящиково (Jaschtschikowo)    |
| Komissariwka                | Комісарівка                 | Комиссаровка (Komissarowka) |
| Mychajliwka                 | Михайлівка                  | Михайловка (Michailowka)    |
| Selesniwka                  | Селезнівка                  | Селезнёвка (Selesnjowka)    |
| Zentralnyj                  | Центральний                 | Центральный (Zentralny)     |

### Dörfer und Siedlungen
| Dörfer                                             | Dörfer                     | Dörfer                                  | Dörfer             |
| Name                                               | Name                       | Name                                    | Gemeindezuordnung  |
| ukrainisch transkribiert                           | ukrainisch                 | russisch                                | Gemeindezuordnung  |
| -------------------------------------------------- | -------------------------- | --------------------------------------- | ------------------ |
| Adrianopil                                         | Адріанопіль                | Адрианополь (Adrianopol)                | Adrianopil         |
| Horodnje                                           | Городнє                    | Городнее (Gorodneje)                    | Buhajiwka          |
| Kamjanka                                           | Кам'янка                   | Каменка (Kamenka)                       | Petriwka           |
| Krasna Sorja (offiziell seit 2016 Tschornohoriwka) | Красна Зоря (Чорногорівка) | Красная Заря (Krasnaja Sarja)           | Maloiwaniwka       |
| Maloiwaniwka                                       | Малоіванівка               | Малоивановка (Maloiwanowka)             | Maloiwaniwka       |
| Malokostjantyniwka                                 | Малокостянтинівка          | Малоконстантиновка (Malokonstantinowka) | Buhajiwka          |
| Nadariwka                                          | Надарівка                  | Надаровка (Nadarowka)                   | Tscherwonyj Prapor |
| Nowoseliwka                                        | Новоселівка                | Новосёловка (Nowosjolowka)              | Maloiwaniwka       |
| Oleniwka                                           | Оленівка                   | Оленовка (Olenowka)                     | Tscherwonyj Prapor |
| Petriwka                                           | Петрівка                   | Петровка (Petrowka)                     | Petriwka           |
| Poljowe                                            | Польове                    | Полевое (Polewoje)                      | Tscherwonyj Prapor |
| Stepaniwka                                         | Степанівка                 | Степановка (Stepanowka)                 | Tscherwonyj Prapor |
| Timirjasjewe                                       | Тімірязєве                 | Тимирязево (Timirjasewo)                | Adrianopil         |
| Trojizke                                           | Троїцьке                   | Троицкое (Trojizkoje)                   | Buhajiwka          |
| Utkyne                                             | Уткине                     | Уткино (Utkino)                         | Selesniwka         |
| Werhuliwka                                         | Вергулівка                 | Вергулёвка (Werguljowka)                | Komissariwka       |
| Wesselohoriwka                                     | Веселогорівка              | Веселогоровка (Wesselogorowka)          | Tscherwonyj Prapor |
| Siedlungen                                         |                            |                                         |                    |
| Borschykiwka                                       | Боржиківка                 | Боржиковка (Borschikowka)               | Komissariwka       |
| Depreradiwka                                       | Депрерадівка               | Депрерадовка (Depreradowka)             | Komissariwka       |
| Karpaty                                            | Карпати                    | Карпаты                                 | Mychajliwka        |
| Nowyj                                              | Новий                      | Новый (Nowy)                            | Tscherwonyj Prapor |
| Radhospnyj (offiziell seit 2016 Selesniwske)       | Радгоспний (Селезнівське)  | Радгоспный (Radgospny)                  | Selesniwka         |
| Sofijiwka                                          | Софіївка                   | Софиевка (Sofijewka)                    | Zentralnyj         |
| Tscherwonyj Prapor (offiziell seit 2016 Stare)     | Червоний Прапор (Старе)    | Червоный Прапор (Tscherwony Prapor)     | Tscherwonyj Prapor |